# Molosszok
A molosszok hellén eredetű ókori nép. A hagyomány szerint Thesszáliából a később Épeirosznak nevezett Molossziába vezette őket Akhilleusz fia, Pürrhosz. Ennek fiáról, Molosszosz héroszról kapták nevüket. Később a görögök oresztai néven is ismerték az északkeleti törzseiket, amely név azt jelenti: „hegyiek”. Lakhelyük Oresztisz. Mindkét név a görög orosz (=hegy, orom) kifejezésből ered. Hekataiosz már Felső-Makedónia népeit is molossznak nevezte, akiknek törzsei az oresztai mellett a Tümphé-hegy közelében lakó tümphaioi és azok szomszédai, az elimiótai törzsek.
Az i. e. 12. század körüliek az első említéseik, amikor a dór vándorlás egyik elemeként feltűntek és kiszorították a Píndosz hegység nyugati részéből a maketai törzseket (ennek jelentése szintén „hegyi ember”, és talán a makedónok etnogenezisében részt vevő korai népről van szó). A molosszok olyan keveréknép, akik magukat gyakran hellénnek tartották, de a jelentős illír és trák befolyás miatt maguk a görögök általában nem fogadták el őket helléneknek. Az Illíria, Makedónia, Thesszália és Aitólia általá határolt nagy területen erős királyság alakult ki.
Épeiroszban, Dodona környékén volt területük, északra az ambraciai tengeröböltől. A molosszok később hatalmukba kerítették a dodonai jósdát, és Épeirosz egyik legjelentékenyebb népévé váltak. Hellén származásuk ellenére a barbár népekkel való többszörös keveredésük miatt a többi görög őket is barbárnak tartotta. Uralkodóik komoly hatalomra tettek szert, olyannyira, hogy Épeirosz királyainak nevezték magukat. Fővárosuk Passzaron volt. A peloponnészoszi háború után elfoglalták Ambraciát, s ezt tették országuk székhelyévé.  III. Pürrhosz halála után i. e. 192-ben a királyság felbomlott, előbb a makedónok, később a rómaiak foglalták el. Híresek voltak a molossz vadászkutyák.